# اچ‌ام‌اس دیفندر (۱۷۹۷)
اچ‌ام‌اس دیفندر (۱۷۹۷) (به انگلیسی: HMS Defender (1797)) یک کشتی بود که طول آن ۷۶ فوت ۱ اینچ (۲۳٫۱۹ متر) بود. این کشتی در سال ۱۷۹۷ ساخته شد.